# Werner Hersmann
Friedrich Wilhelm Paul Werner Hersmann (* 11. September 1904 in Duisburg-Ruhrort; † 17. Oktober 1972 in Köln) war im nationalsozialistischen Deutschen Reich SS-Sturmbannführer, Leiter des SD-Abschnitts Tilsit, als solcher beteiligt am Einsatzkommando Tilsit, Führer des Sonderkommandos 11a der Einsatzgruppe D in der UdSSR und Kommandeur der Sicherheitspolizei und des SD in Banja Luka.

## Herkunft und Ausbildung
Werner Hersmann wurde am 11. September 1904 in Duisburg-Ruhrort als Sohn des Hütteningenieurs Paul Hersmann und seiner Frau Paula geboren. Vier Jahre nach seiner Geburt ließen sich seine Eltern scheiden. Seine Mutter heiratete wieder, wurde aber später erneut geschieden.
Hersmann ging in Frankfurt am Main auf die Mittel- und Oberrealschule und erwarb 1919 den Nachweis der mittleren Reife. In zwei Frankfurter Maschinenfabriken arbeitete er von 1919 bis zum Beginn des Jahres 1921 als Praktikant. Von 1921 bis 1924 absolvierte er das Technikum in Bingen und Friedberg in Hessen, um anschließend bei verschiedenen Firmen als Ingenieur, Filmtheaterleiter und technischer Maschinenmeister bei der Mitteldeutschen Wegebau GmbH in Weimar bis August 1928 zu arbeiten.

## Beim Sicherheitsdienst der SS
Bis 1930 arbeitslos, trat Hersmann zum 1. September 1930 der NSDAP (Mitgliedsnummer 298.562), im November 1930 der SA und im April 1931 der SS (SS-Nummer 9.416) bei.
Für die Kreisleitung Weimar der NSDAP war er vom 1. Oktober 1930 bis 1. April 1932 als ehrenamtlicher Kassierer tätig. Als hauptamtlicher Kassierer und Hauptbuchhalter arbeitete Hersmann anschließend vom 1. April 1932 bis 1. Januar 1934 für die Gauleitung Thüringen. Gleichzeitig begann er eine ehrenamtliche Tätigkeit für den Sicherheitsdienst der SS (SD). Weitere Stationen seines politischen Weges waren seine Funktion als Geschäftsführer des Gaugerichtes der NSDAP Thüringens in Weimar vom 1. Januar 1934 bis 1935, als hauptamtlicher Stabsführer des SD-Abschnitts Thüringen in Erfurt und Weimar und die Führung des SD-Abschnitts in Weimar.
Am 9. März 1935 heiratete Hersmann seine Frau Charlotte, mit der er vier Kinder hatte. 1937 trat er aus der evangelischen Kirche aus.
Am 13. September 1936 zum SS-Untersturmführer befördert, erfolgte seine Beförderung zum SS-Obersturmführer am 20. April 1938 und zum SS-Hauptsturmführer am 30. Januar 1939.

## Führer des SD-Abschnitts Tilsit
Wie er als Angeklagter im Ulmer Einsatzgruppen-Prozess angab, wurde er im März 1941 mit der Führung des SD-Abschnitts Tilsit beauftragt, geriet jedoch bei Thüringens Gauleiter Fritz Sauckel in Ungnade, nachdem der Kreisleiter Kaiser seine Unregelmäßigkeiten bei Sauckel angeprangert hatte.
Über seine Tätigkeit im Bereich Tilsit führte das Landgericht Ulm in seinem Urteil vom 29. August 1958 zu einem von mehreren Tatkomplexen folgendes aus:

„Die Ortschaft Polangen wurde am 22. Juni 1941 von den deutschen Truppen kampflos genommen. Gleich in den ersten Tagen nach der Besetzung ließ der Angekl. Böhme durch das GPK Memel zusammen mit litauischer Polizei die Juden von Polangen festnehmen. Die Männer wurden in der dortigen Synagoge eingesperrt, während die Frauen und Kinder in ein Kinderheim oder auf ein Hofgut zwischen Polangen und Krottingen kamen. Noch während der Erschießung der Juden und Kommunisten in Krottingen I am 26. Juni 1941 schlug der Angekl. Hersmann dem Angekl. Böhme vor, nach Beendigung der Erschießung sofort nach Polangen weiterzufahren, dort zu übernachten und am andern Tag die festgenommenen Juden zu erschießen. Der Angekl. Böhme ging jedoch darauf nicht ein. Der Erschießungstag wurde daraufhin von beiden auf den 30. Juni 1941 festgesetzt. Der Angekl. Böhme wollte ursprünglich dieser Erschießung fernbleiben und sie durch den Angekl. Kreuzmann durchführen lassen. Davon sah er jedoch ab, weil der Angekl. Kreuzmann nur den Rang eines SS-Obersturmführers bekleidete und er ihn nicht dem Angekl. Hersmann vorsetzen wollte, der einen höheren Dienstgrad, nämlich den eines SS-Sturmbannführers innehatte.
Auf Veranlassung des Angekl. Böhme ersuchte der Leiter des GPK Memel, Dr. Frohwann, den Angekl. Fischer-Schweder wiederum um die Abstellung eines Schupo-Kommandos. Der Angekl. Fischer-Schweder erklärte sich hierzu bereit; […] Daraufhin verhandelte der Angekl. Sakuth mit dem Führer einer in Polangen liegenden Luftwaffeneinheit und erreichte es, dass von dieser Einheit ein Zug für die Erschießung zur Verfügung gestellt wurde.
Der Erschießungsvorgang spielte sich in der gleichen Weise ab, wie bei den beiden ersten Erschießungen in Garsden I und Krottingen I. Die Opfer wurden von ihrem ganz in der Nähe gelegenen Versammlungsplatz jeweils in Gruppen von 10 Mann von dazu eingeteilten Stapo- und SD-Angehörigen an den Graben geführt, vor dem sie sich mit Blickwendung zu dem gegenüberstehenden Erschießungskommando aufstellen mußten. Vor Abgabe des Feuerbefehls gab der Angekl. Schmidt-Hammer, wie schon in Garsden und Krottingen, jeweils den am Graben aufgestellten Opfern die Erklärung: ‚Sie werden wegen Vergehen gegen die Wehrmacht auf Befehl des Führers erschossen.‘ Nach Abgabe der Salve gaben dazu eingeteilte Stapo- und SD-Angehörige noch Nachschüsse auf die Opfer ab. Die nachfolgende Gruppe der Opfer mußte jeweils die Leichen der zuvor Erschossenen in den Graben werfen, soweit diese nicht von selbst in diesen gefallen waren. Als die Leiche des obengenannten Konditormeisters Gurewitz nicht in den Graben gefallen war, befahl ein Gestapo-Mann einem besonders schmächtigen jüdischen Jüngling der nachfolgenden Gruppe, diese Leiche in den Graben zu werfen. Da dies dem Jüngling nicht sofort gelang, schlug der namentlich nicht ermittelte Gestapo-Mann auf diesen ein und schrie dabei: ‚Nun beeile Dich schon, je schneller Du machst, um so schneller hast Du Feierabend!‘
Gegen Ende der Erschießung wurde der Angekl. Hersmann darauf aufmerksam gemacht, daß sich noch ein jüdischer Kinderarzt in einem Lazarett in Polangen aufhalte und dort zusammen mit dem deutschen Sanitätspersonal arbeite. Daraufhin gab der Angekl. Hersmann den Befehl, auch diesen Arzt zu holen. Der Arzt wurde trotz des Protestes des deutschen Sanitätspersonals von Stapo- und SD-Leuten in einem PKW abgeholt und in seinem weißen Arztmantel erschossen.
Bei der Erschießung wurde an die Teilnehmer Schnaps verabreicht, wie dies bei den Erschießungen immer üblich war. Von den Erschießungsvorgängen haben der Angekl. Hersmann, ein Luftwaffenoffizier und Kriminalkommissar Krumbach Aufnahmen gemacht. Der Zeuge Krumbach hat seinen Film an den Angekl. Böhme abgeben müssen, während dem Luftwaffenoffizier der Film vom Angekl. Hersmann abgenommen wurde.
Nach Beendigung der Erschießung nahmen die Stapo- und SD-Angehörigen ein gemeinschaftliches Essen in Polangen ein, welches zuvor bei dem Zeugen Na. bestellt worden war. Nach dieser Erschießung in Polangen gab der Angekl. Böhme den Leitern der GPK und den Führern der GPP die Generalvollmacht, künftig kleinere Gruppen Juden und Kommunisten auf eigene Verantwortung festzunehmen und zu erschießen und ihm hiervon Meldung zu machen.“

## Bis Kriegsende
Im Mai 1942 wurde Hersmann zur Einsatzgruppe D der Einsatzgruppen der Sicherheitspolizei und des SD in die UdSSR versetzt, um von Dezember 1942 bis Mai 1943 die Führung des Sonderkommandos 11a zu übernehmen. Dieses wurde unter seiner Leitung zuletzt zur Partisanenbekämpfung in den Pripjetsümpfen eingesetzt. Am 17. März 1943 wurde er bei diesen Einsätzen in der Nähe von Boroschilowsk verwundet und anschließend als Kommandeur der Sicherheitspolizei und des SD nach Banja Luka in Bosnien und Herzegowina versetzt. Auch hier bestand seine zentrale Aufgabe in der Partisanenbekämpfung, die er bis zum Oktober 1943 wahrnahm.
Nach einer kurzen Verwendung in der Kampfgruppe des Generals Freudenfeld und der des SS-Standartenführers Hans-Joachim Böhme in Riwno, wurde Hersmann ins Reichssicherheitshauptamt abkommandiert und mit der Aufstellung eines Sonderkommandos z. b. V. im westpreußischen Konitz beauftragt. Dieses in erster Linie aus Volksdeutschen bestehende Kommando führte er bis Oktober 1944 in Slowenien und Krain sowie bis März 1945 in der Slowakei im Einsatz gegen dortige Partisanen.

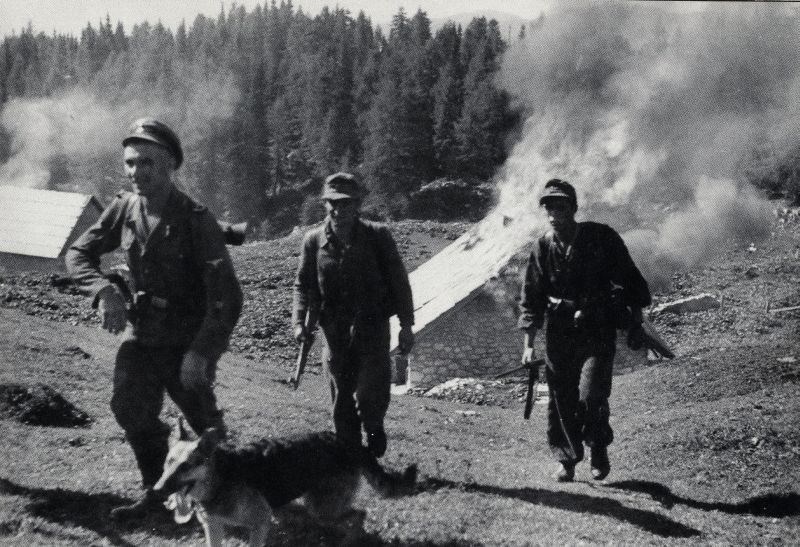
Strafexpedition unter dem Kommando von Hersmann am 25. August 1944 auf dem Berg Klek (Pokljuka-Plateau) bei Radovljica in Slowenien: Gut ausgerüsteten und in Begleitung eines Polizeihundes zünden SD-Männer (s. Ärmelraute) sechs Häuser an, darunter die erst 10 Jahre zuvor erbaute Berghütte, und töten die 14-jährigen Hirten Stanko Beznik und Jože Janša.

Kurz vor Kriegsende kehrte Hersmann ins Reichssicherheitshauptamt zurück, um in Berlin unter Entlassung aus dem SD zur Waffen-SS versetzt und der 38. SS-Grenadier-Division „Nibelungen“ unter SS-Standartenführer Martin Stange zugeteilt zu werden. Tatsächlich schloss sich Hersmann aber mit einer ca. 35 Mann starken Gruppe des SD-Abschnitts Weimar der ca. 1500 Mann umfassenden Kampfgruppe des SS-Oberführers Hans Trummler an, die sich aus verschiedenen SD-Einheiten zusammensetzte. Die Kampfgruppe Trummler kam noch in Bayern zum Einsatz. Bei einer Erschießung von fünf Zivilisten in Altötting am 28. April 1945 – als „Bürgermorde von Altötting“ bekannt – wirkte auch Hersmann mit.

## Nach dem Krieg
Nach Auflösung dieser Einheit in Tirol, wurde er auf seinem Rückweg nach Thüringen am 8. Juni 1945 in Bad Sulza von amerikanischen Besatzungstruppen aufgrund seiner SS- und Parteizugehörigkeit festgenommen und bis zum 2. August 1948 in Darmstadt interniert. In seiner Eigenschaft als ehemaliger Angehöriger der Einsatzgruppen der Sicherheitspolizei und des SD sagte er auch im Nürnberger Kriegsverbrecher-Prozess aus. Hersmann trat auch wieder der evangelischen Kirche bei.
Wegen seiner Mitwirkung bei der Erschießung von Zivilisten in Altötting verurteilte ihn das Schwurgericht Traunstein am 21. September 1950 wegen fünf gemeinschaftlicher in Tateinheit begangener Verbrechen des Totschlags zu einer Zuchthausstrafe von acht Jahren und zum Verlust der bürgerlichen Ehrenrechte auf die Dauer von fünf Jahren. Die Untersuchungshaft ab dem 2. August 1949 wurde auf die Haftzeit angerechnet. Am 20. Oktober 1954 beschloss das Traunsteiner Gericht, die restliche Strafe für die Zeit vom 2. Dezember 1954 bis 1. August 1957 mit Bewährungsfrist bis zum 1. November 1958 auszusetzen.
Das Spruchgericht München stufte ihn am 10. Oktober 1952 als „Hauptschuldigen“ ein und verurteilte ihn zu vier Jahren Arbeitslager, auf die die politische Internierung nach Kriegsende angerechnet wurde.
Von Januar bis Oktober 1955 fand Hersmann eine Beschäftigung bei der von Helene Elisabeth von Isenburg gegründeten Stillen Hilfe für Kriegsgefangene und Internierte e.V. in Düsseldorf, wurde dann aber arbeitslos. Ab dem 1. Februar 1956 war er als kaufmännischer Angestellter bei der Frankfurter Fa. Dietrich Schützler tätig.
Am 29. Oktober 1956 wurde er als Angeklagter im Ulmer Einsatzgruppen-Prozess erneut vorläufig fest- und in Untersuchungshaft genommen. Am 29. August 1958 verurteilte ihn das Landgericht Ulm wegen eines Verbrechens der gemeinschaftlichen Beihilfe zum gemeinschaftlichen Mord in 1656 Fällen unter Einrechnung der gegen ihn durch Urteil des Schwurgerichts Traunstein vom 21. September 1950 erkannten Zuchthausstrafe von acht Jahren und fünf Jahren Ehrverlust, die beide in Wegfall kamen, zu der Gesamtstrafe von 15 Jahren Zuchthaus; die bürgerlichen Ehrenrechte wurden ihm auf die Dauer von zehn Jahren aberkannt. In seiner Begründung schloss das Gericht aufgrund der Ermittlungen und Vernehmungen auf „seine eiskalte, nüchterne, herzlose innere Einstellung zu den Säuberungsmaßnahmen zur Tatzeit“. Am 22. Dezember 1961 wurde Hersmann auf Bewährung entlassen.